# Sonny Jim and the Valentine
Sonny Jim and the Valentine è un cortometraggio muto del 1915 diretto da Tefft Johnson.

## Produzione
Il film fu prodotto dalla Vitagraph Company of America.

## Distribuzione
Distribuito dalla General Film Company, il film - un cortometraggio in una bobina - uscì nelle sale cinematografiche statunitensi il 22 aprile 1915 dopo essere stato presentato in prima a New York al Vitagraph Theatre l'11 aprile.